# Peter Rasmussen
Peter Rasmussen (nascut el 15 d'octubre de 1975) és un àrbitre de futbol danès de Copenhaguen. Va començar la seva carrera internacional durant l'Eurocopa sub-19 de 2007 i des de llavors ha dirigit la UEFA Europa League i les eliminatòries per a l'Eurocopa 2008. Encara no ha estat seleccionat com a àrbitre principal a la final d'una competició internacional sènior. L'11 d'agost de 2010 va ser seleccionat per dirigir el partit amistós entre la República d'Irlanda i l'Argentina a Dublín. Va dirigir el partit amistós entre Anglaterra i Bèlgica, en què la tecnologia d'ull de falcó es va provar per primera vegada en un partit internacional, tot i que no la va utilitzar per prendre decisions en el partit.